# Rocca Pietore
Rocca Pietore – miejscowość i gmina we Włoszech, w regionie Wenecja Euganejska, w prowincji Belluno.
Według danych na styczeń 2009 gminę zamieszkiwało 1341 osób przy gęstości zaludnienia 17,6 os./1 km².